# Parque Juan Carlos I
El Parque Juan Carlos I és un parc públic situat al nord-est de Madrid, al barri de Corralejos (districte de Barajas). S'estén per una àrea de 160 ha, que el converteixen en el segon parc més gran de la capital espanyola, per davant del parc del Retiro (118 ha) i només superat pel pròxim parc forestal de Valdebebas. Compta amb un llac, un auditori a l'aire lliure i nombroses escultures abstractes.
Els autors són els arquitectes José Luis Esteban Penelas i Emilio Esteras Martín.

## Història
En la dècada dels anys 1980 es va projectar que la zona fos un espai modern orientat al turisme i als congressos internacionals. La zona urbanitzada fou batejada com Campo de las Naciones. S'hi va construir el Palacio de Congresos Municipal que, a partir de 1988 va estar a càrrec d'una empresa pública anomenada Campo de las Naciones. En 2006 l'empresa va ser rebatejada com Madrid Espacios y Congresos S.A., amb el nom comercial de Madridec. Madridec va acabar gestionant el Palacio de Congresos i l'edifici Apot. Fora d'aquesta àrea, Madridec també va gestionar el Recinte Firal de la de la Casa de Campo i la Caja Mágica. Tanmateix, en 2013 Madridec va fer fallida i tots els seus deutes i actius van passar a ser gestionades directament per l'Ajuntament. En 1991 s'inauguraren al Campo de las Naciones les instal·lacions firals de l'Ifema.

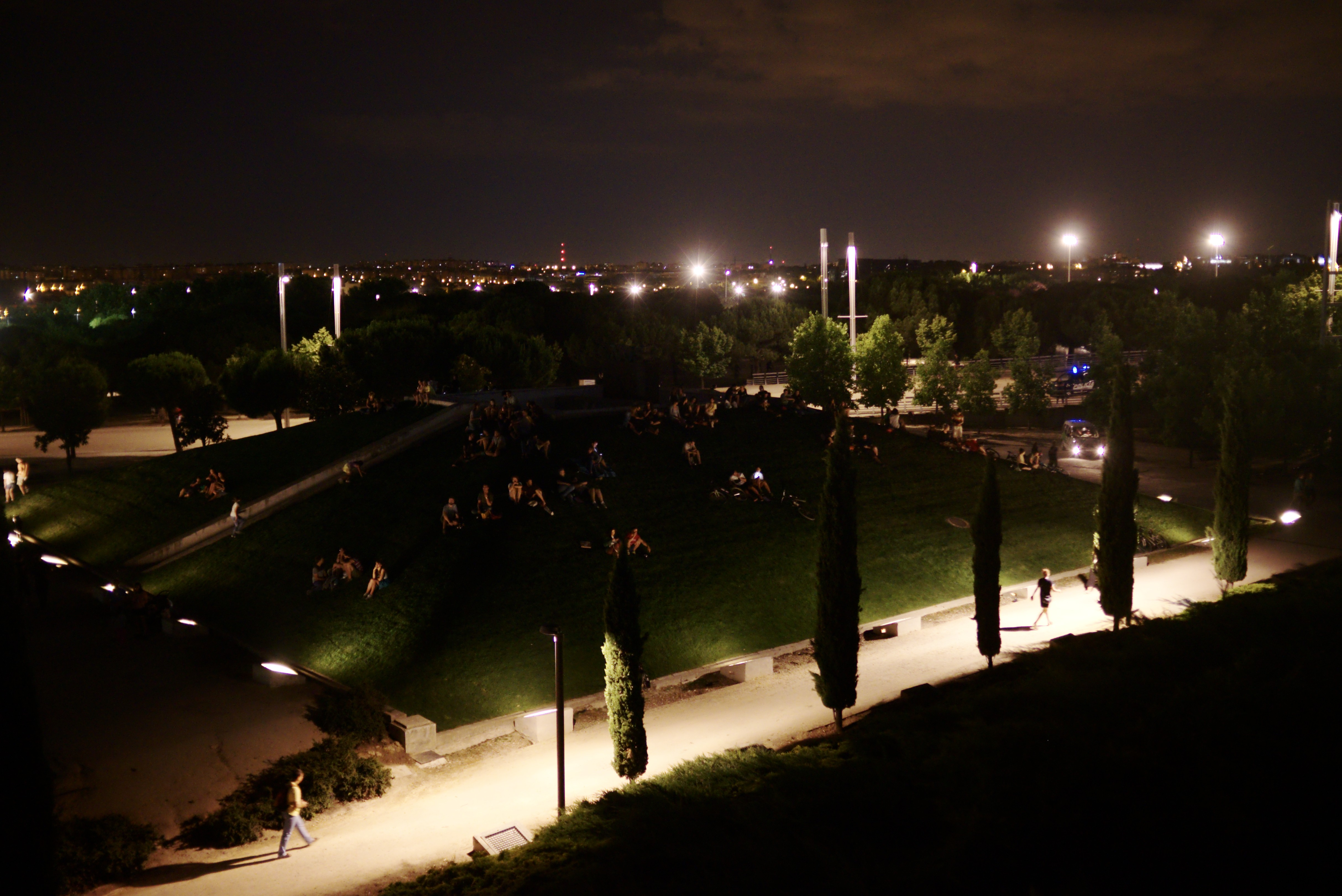
Vista nocturna

Junt al Campo de las Naciones s'inaugurà en 1992 el parc Juan Carlos I. Aquest mateix any Madrid era Capital Europea de la Cultura. El parc està gestionat per l'Àrea de Govern de Medi Ambient del Ajuntament de Madrid. Aquest mateix any van tenir lloc les Olimpíades de Barcelona i l'Exposició Universal de Sevilla. Un any abans, en 1991, s'havia inaugurat el gran auditori a l'aire lliure del parc, amb capacitat per a 9.500 persones.
El parc compta amb un tren gratuït que el recorre.
El 5 de maig de 2014, l'Associació Cultural "Barajas, distrito BIC" va sol·licitar a la Direcció General de Patrimoni Històric de la Comunitat de Madrid que el parc fos declarat Bé d'Interès Cultural, en la categoria de "Paisatge Cultural".

## Ubicació

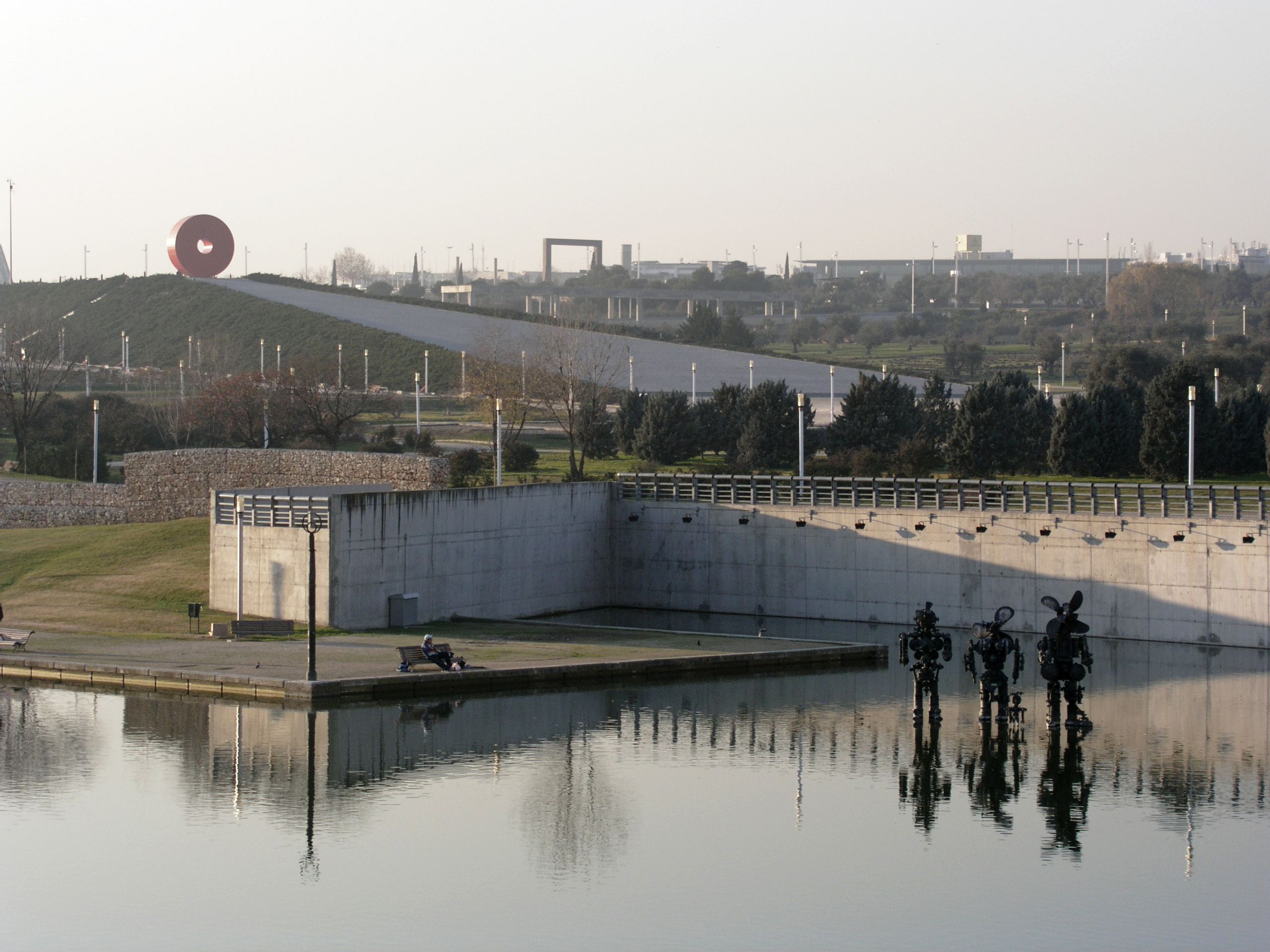
Parque Juan Carlos I, vist des del sud. L'escultura Eolos es troba a la dreta i l'obra Espacio México al fons.

Està emplaçat en l'àrea de l'antic Olivar de la Hinojosa, del qual s'han conservat una bona quantitat d'oliveres. Després de la transformació de la zona a la fi dels anys 80, es crea el complex del Campo de las Naciones, amb les instal·lacions firals de l'Ifema, el Palacio Municipal de Congresos i una zona d'oficines i hotels. El parc va ser aixecat en la part oriental del complex.
El parc està delimitat per la autovia M-40 al sud, el carrer de Dublín a l'oest, les instal·lacions del Club de Golf Olivar de la Hinojosa al nord i l'avinguda de Logronyo a l'est. Aquest últim carrer el separa del parc d'El Capricho (ubicat a l'Alameda de Osuna).
El parc té cinc entrades repartides en diferents flancs.
Està organitzat al voltant d'un anell d'un quilòmetre de diàmetre i quaranta metres d'amplària. En la part externa d'aquest, es troben les zones d'accés, aparcaments, l'auditori i àrees verdes. La part interior de l'anell alberga projectes de jardineria, alguna plaça, els jardins de Las Tres Culturas (judía, árabe y cristiana), la estufa fría i una part del canal aquàtic de gairebé dos quilòmetres de longitud navegable en part.

## Escultures

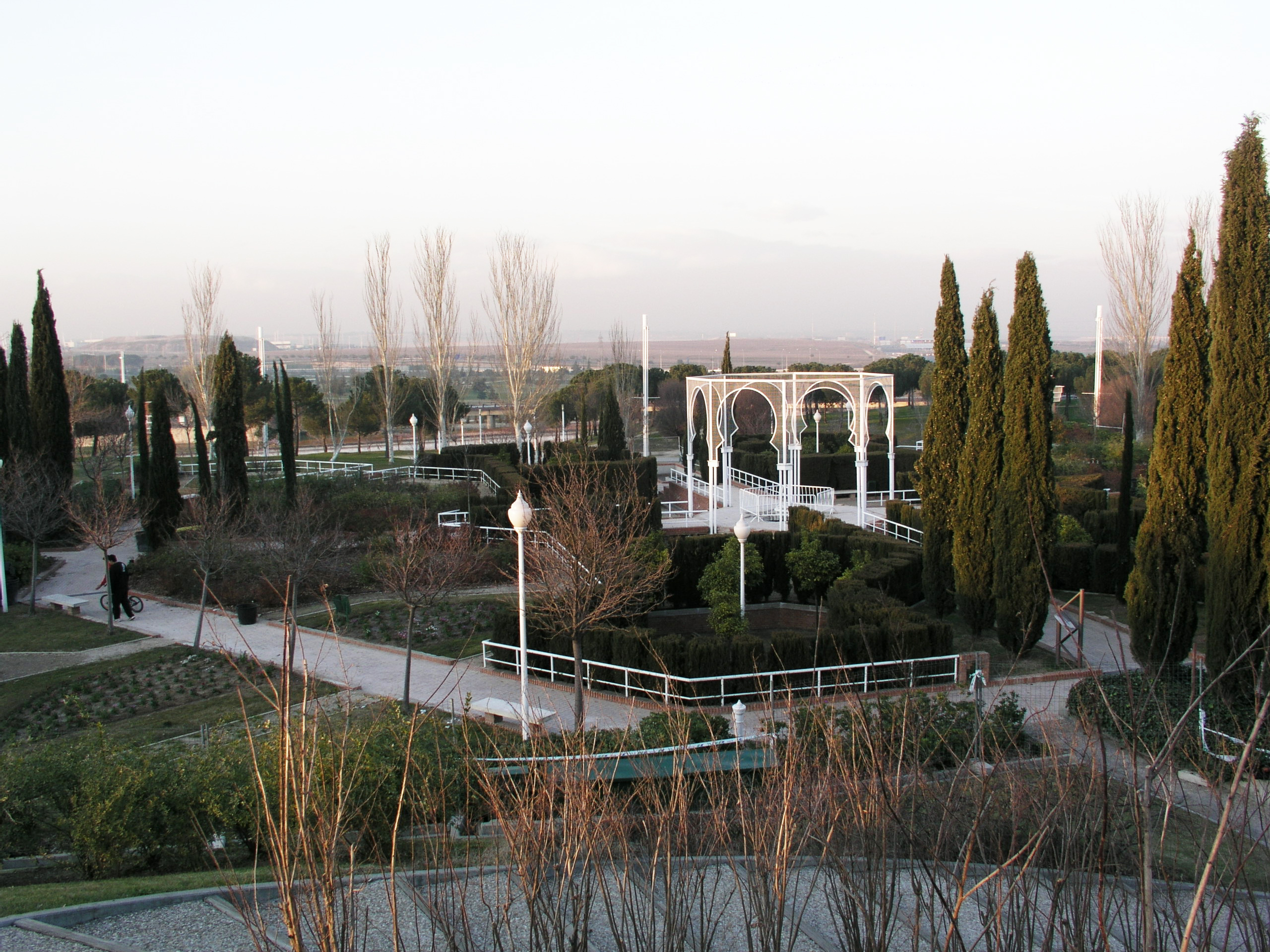
Jardín de las tres culturas

Al parc es troben distribuïdes 19 escultures abstractes de diferents artistes de diversos països. Onze escultures van ser realitzades per escultors de prestigi internacional que van participar en el Simposi Internacional d'Escultures a Aire Lliure, celebrat en el recinte del parc en 1992. Posteriorment han estat aixecades la resta d'escultures. El recorregut per a visitar les escultures és denominat "Senda de las Esculturas".
1. Dedos (Mario Irarrázabal, Xile, 1994)
2. Encuentros (Mustafa Arruf, Espanya, 1998)
3. Eolos (Paul Van Hoeydonck, Bèlgica, 1992)
4. Espacio Méjico (Andrés Casillas i Margarita García Cornejo, Mexic, 1992)
5. Fisicromía para Madrid (Carlos Cruz Díez, Veneçuela, 1992)
6. Homenaje a Agustín Rodríguez Sahagún (Toshimitsu Imai, Japó, 1992)
7. Homenaje a Galileo Galilei (Amadeo Gabino, Espanya, 1992)
8. Homenaje a las víctimas del Holocausto (Samuel Nahon Bengio, Israel, 2007)
9. Los cantos de la encrucijada (Leopoldo Maler, Argentina, 1992)
10. Manolona Opus 397 (Miguel Berrocal, Espanya, 1992)
11. Monumento a Don Juan (Víctor Ochoa, Espanya, 1994)
12. Monumento a la paz (Yolanda D'Augsburg, Brasil, 1992)
13. My sky hole/Madrid (Bukichi Inoue, Japó, 1992)
14. Pasaje azul (Alexandru Arghira, Romania, 1992)
15. Paseo entre dos árboles (Jorge Castillo, Espanya, 1995)
16. Sin título (Dani Karavan, Israel, 1992)
17. Sin título (José Miguel Utande, Espanya, 1992)
18. Viaje interior (Michael Warren, Irlanda, 1992)
19. Viga (Jorge Dubon, Mèxic, 1992)

Senda de las Esculturas
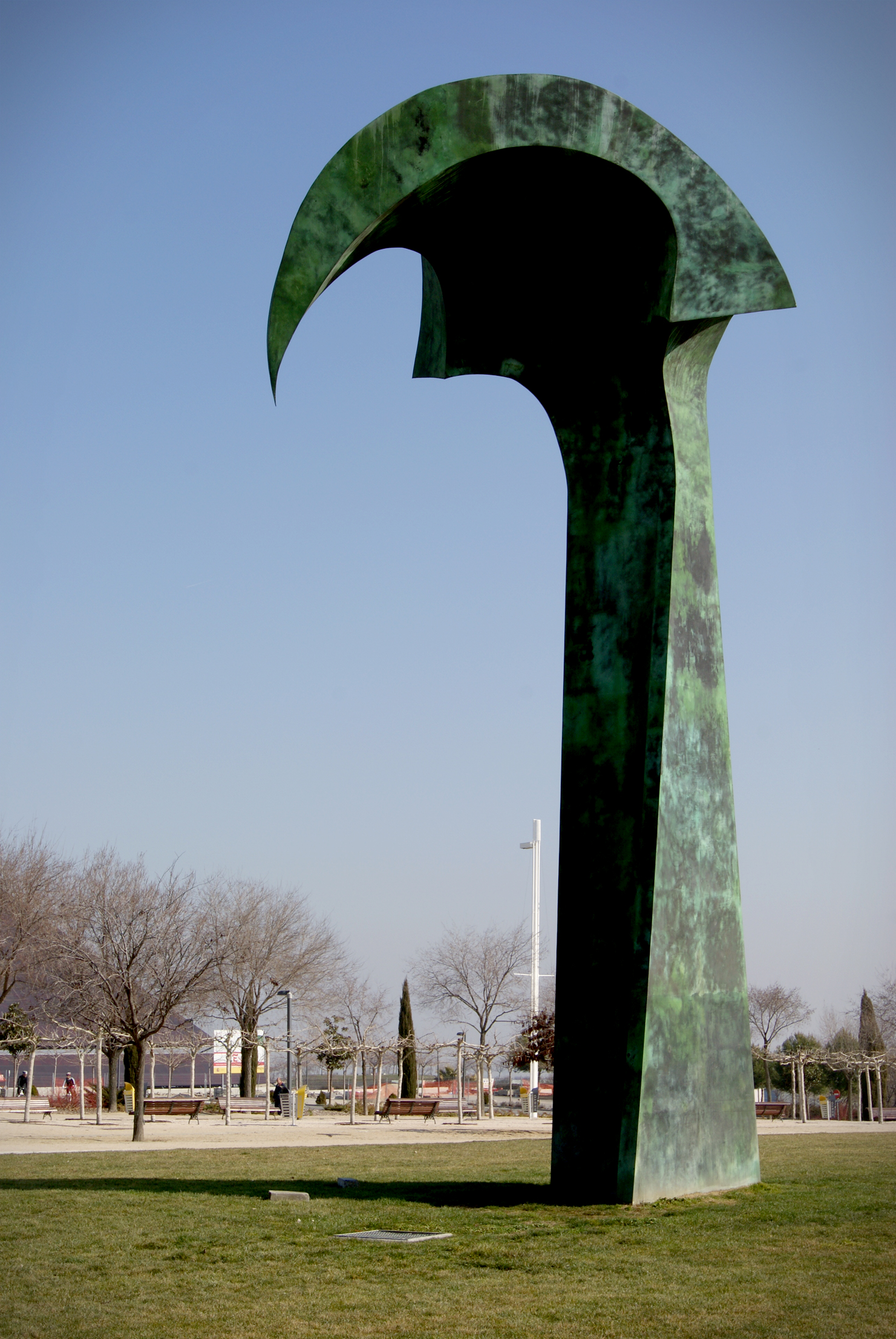
Encuentros (Mustafa Arruf, 1998)
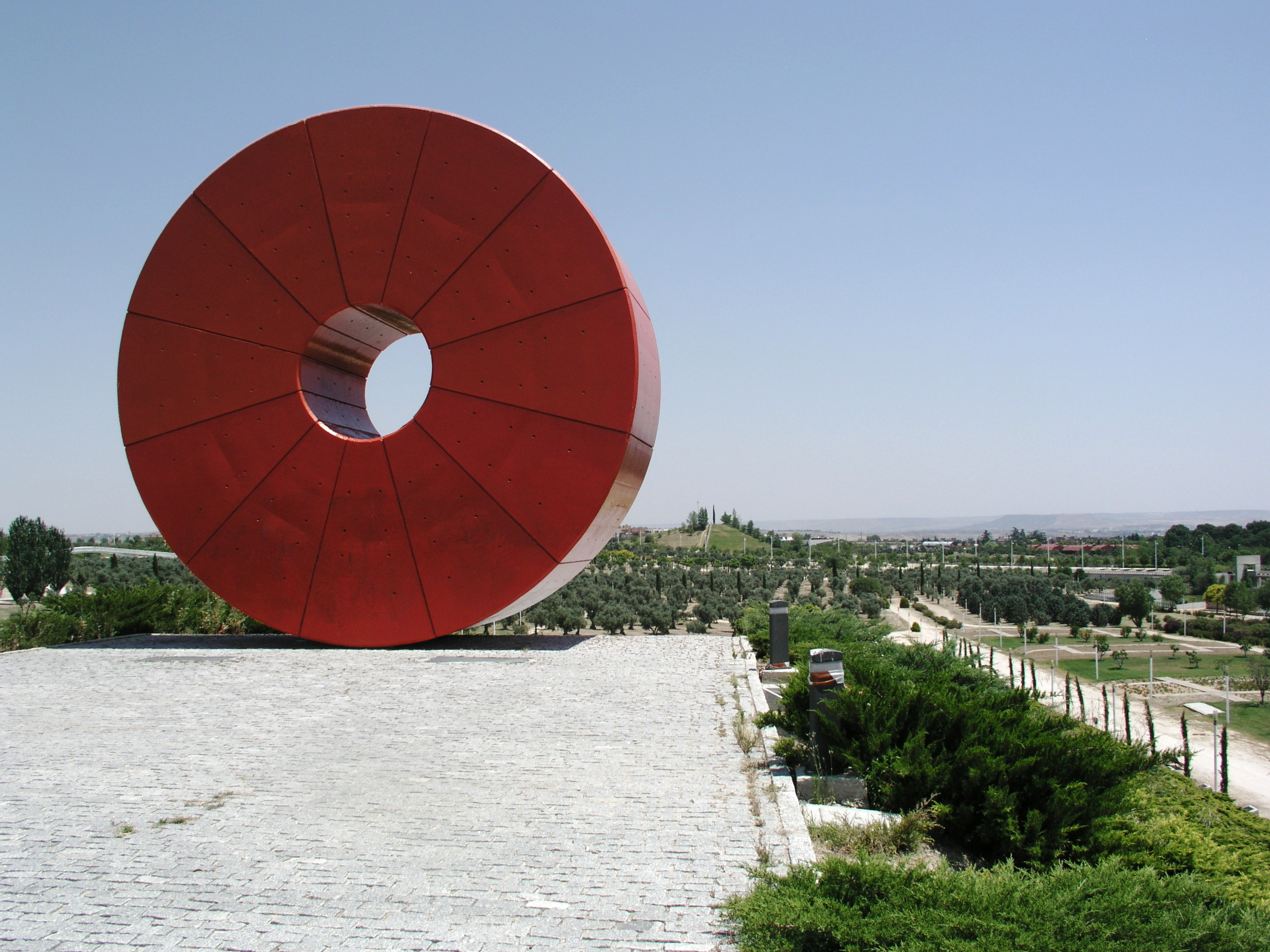
Espacio Méjico (Andrés Casillas i Margarita García Cornejo, 1992)
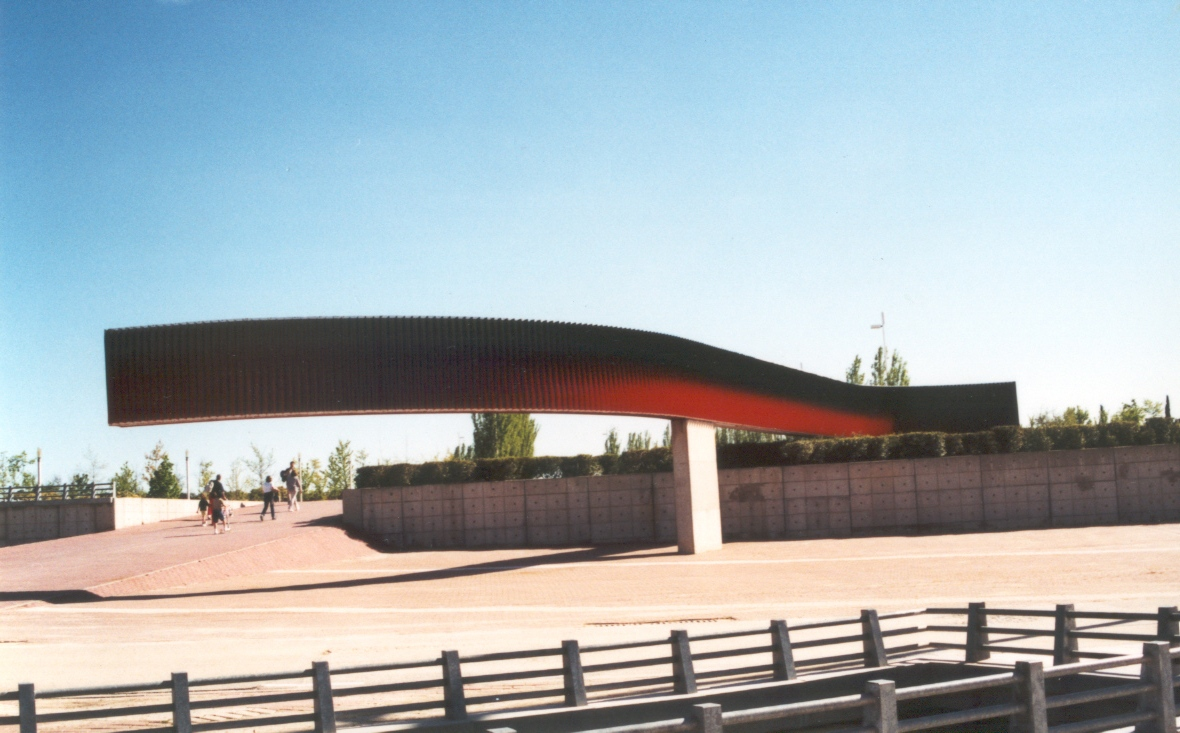
Fisicromía para Madrid (Carlos Cruz Díez, 1992)
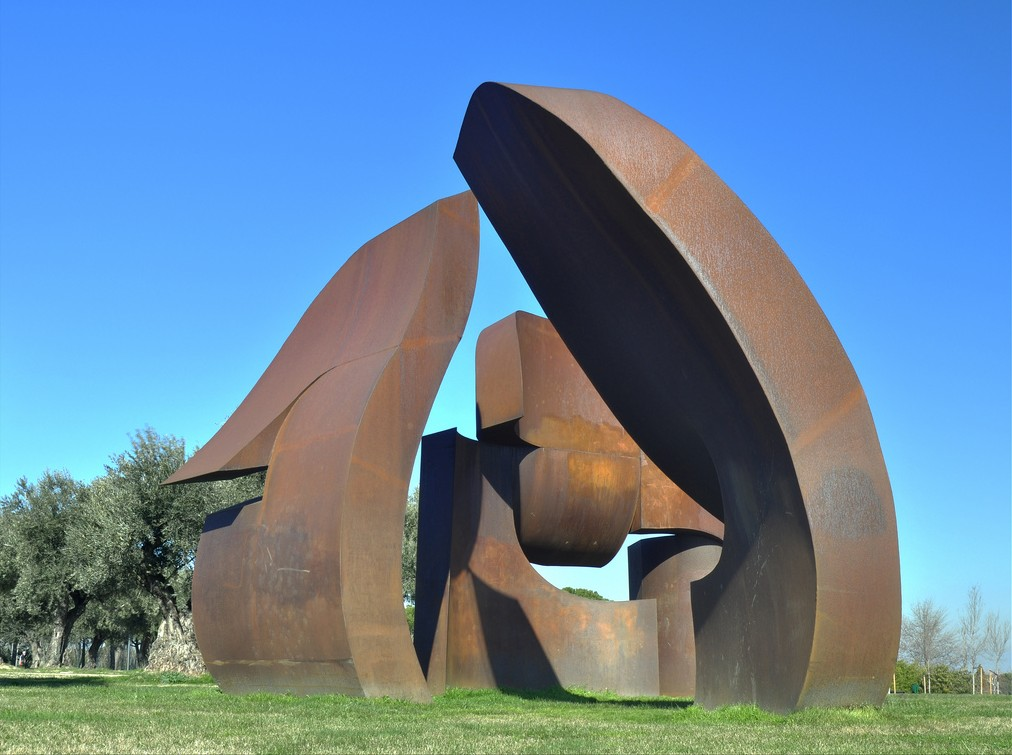
Homenaje a Galileo Galilei (Amadeo Gabino, 1992)
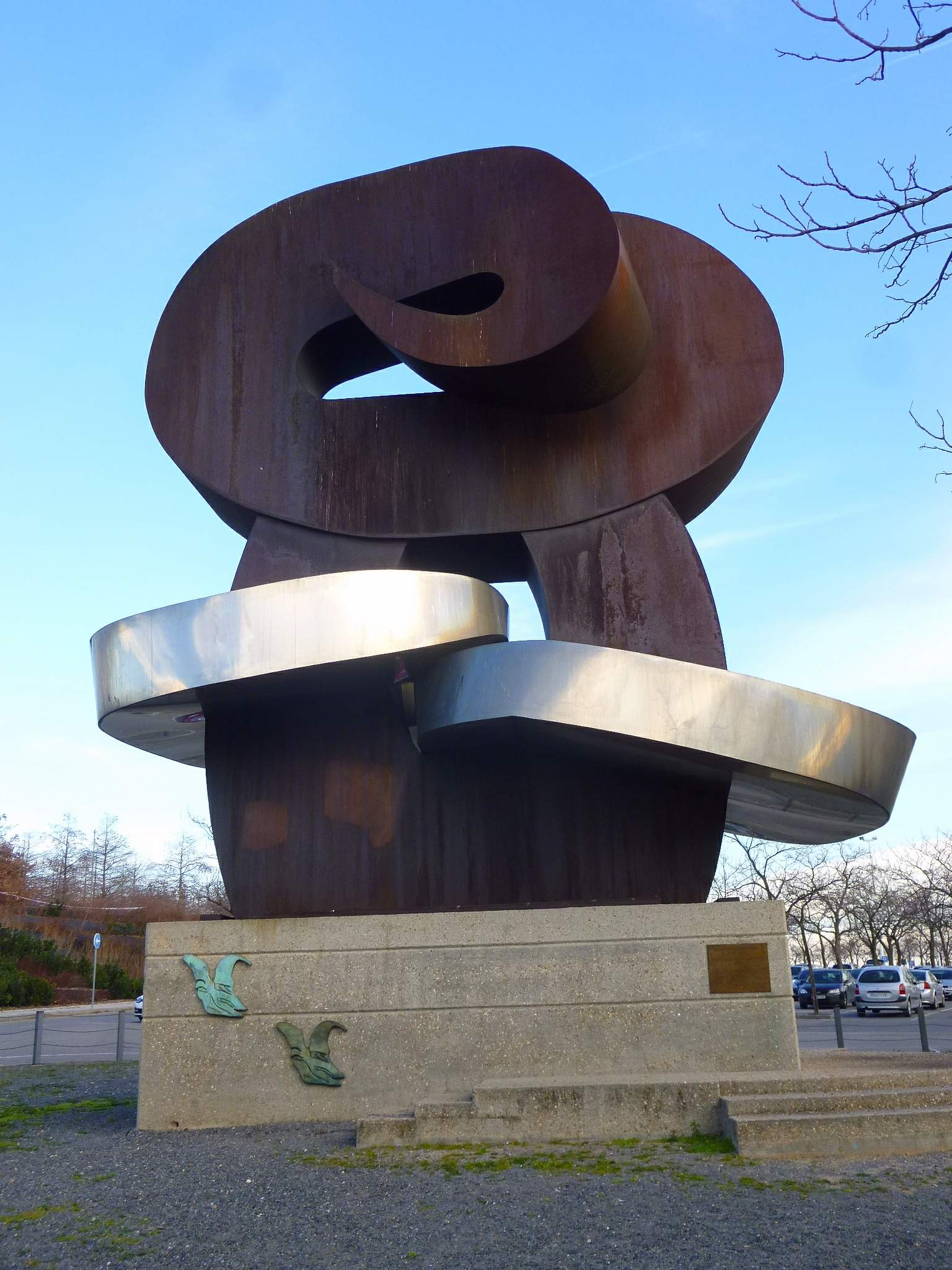
Monumento a la paz (Yolanda D'Augsburg, 1992)

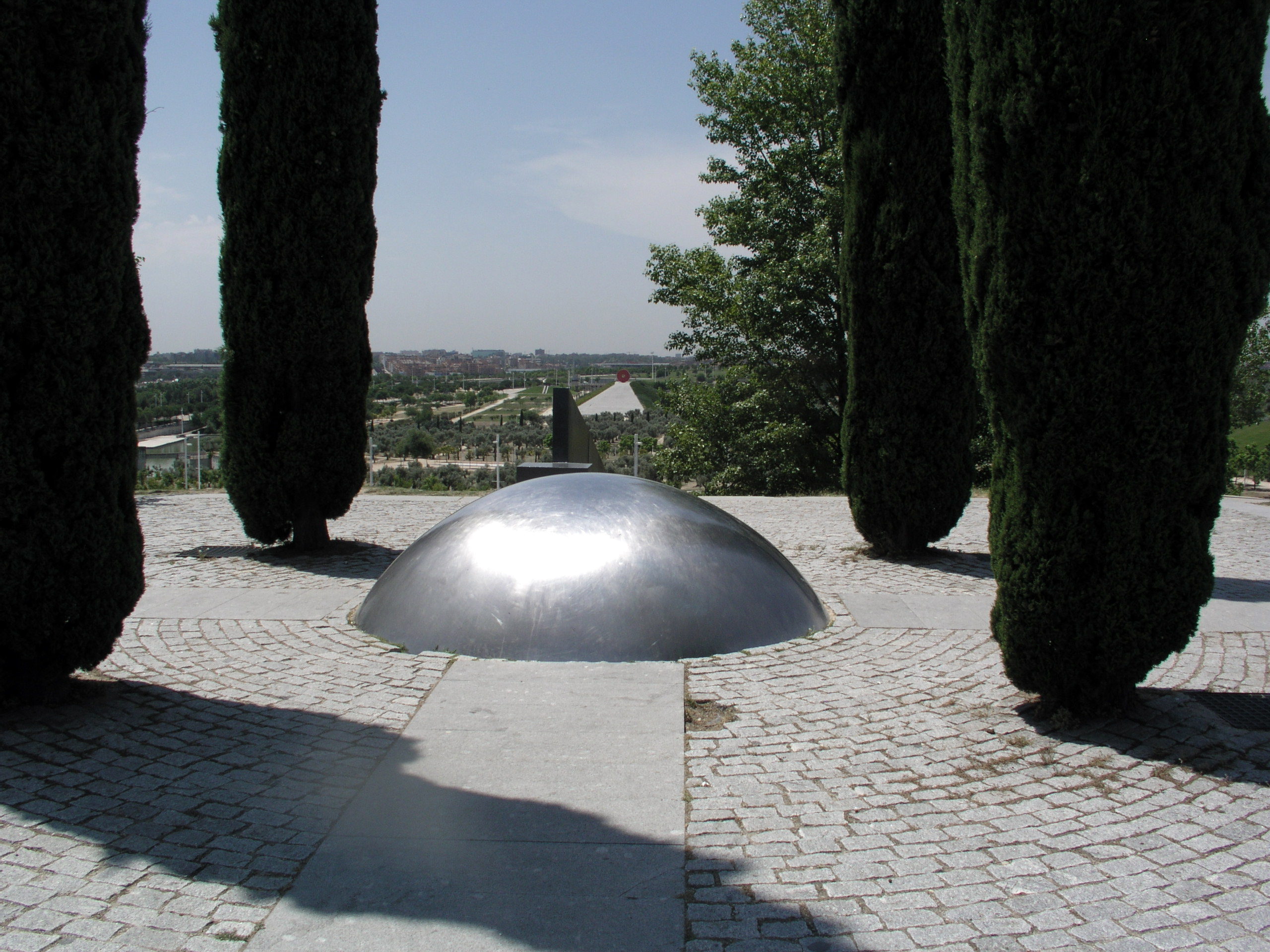
My sky hole/Madrid (Bukichi Inoue, 1992)
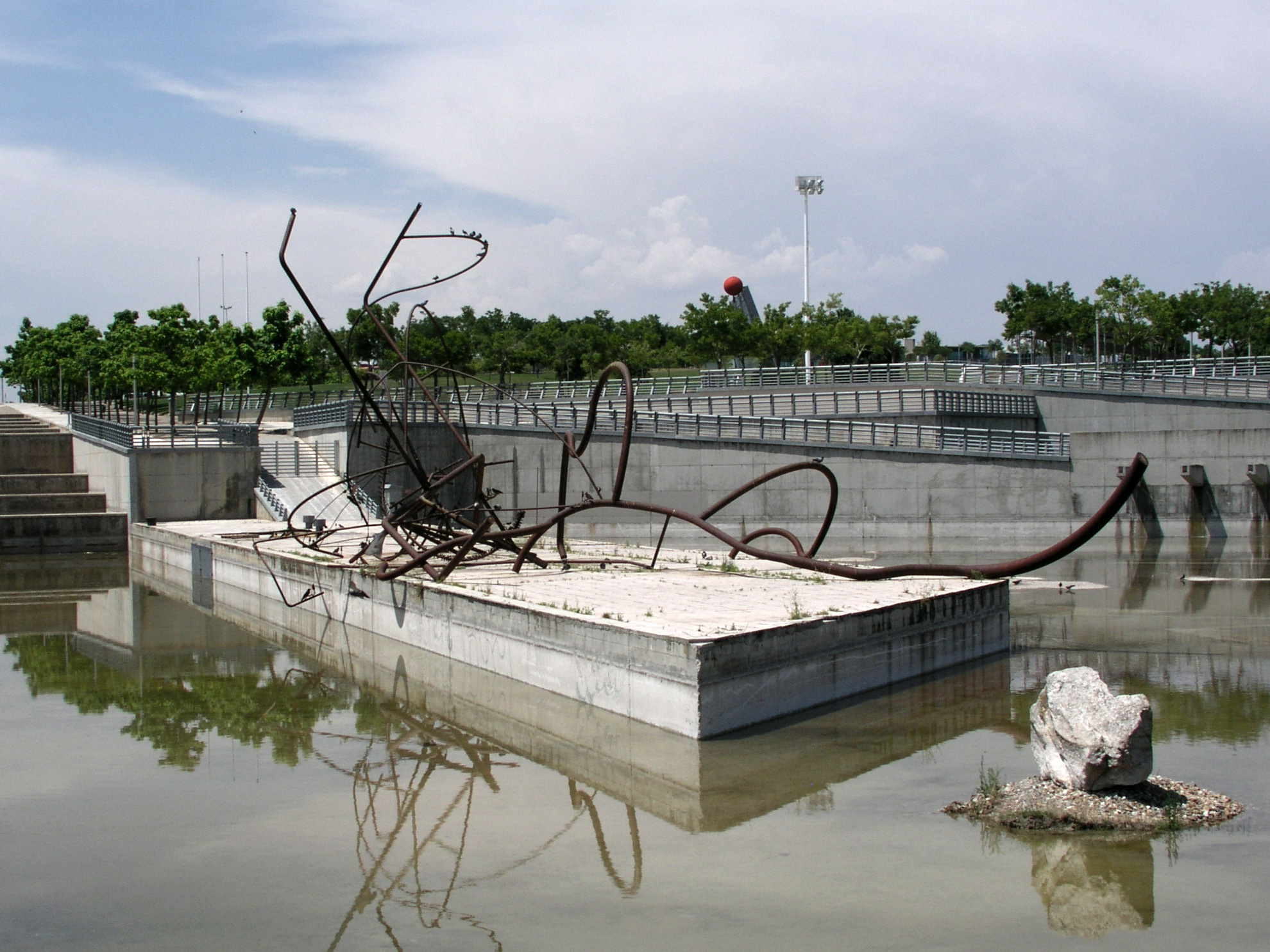
Paseo entre dos árboles (Jorge Castillo, 1995)
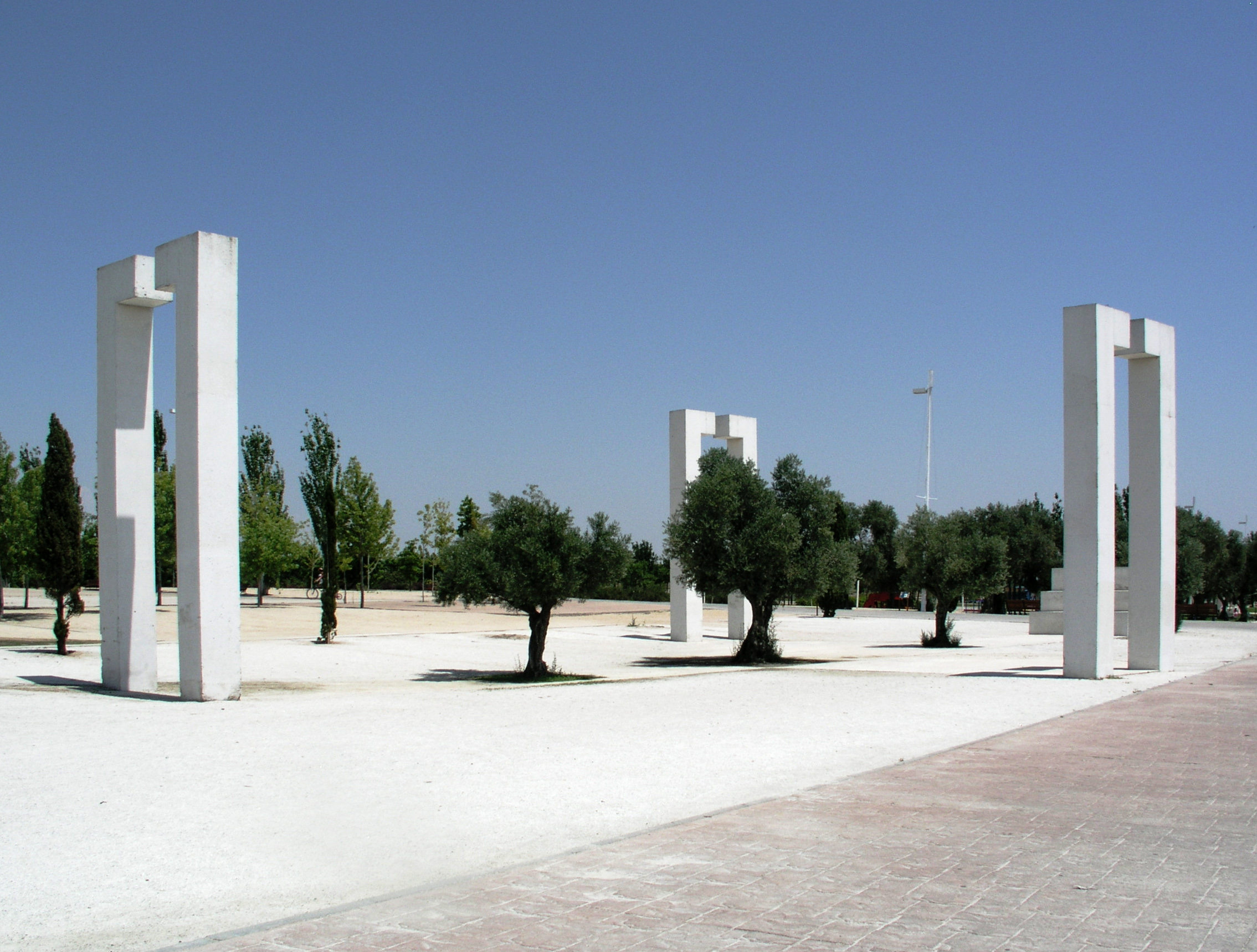
Sin título (Dani Karavan, 1992)
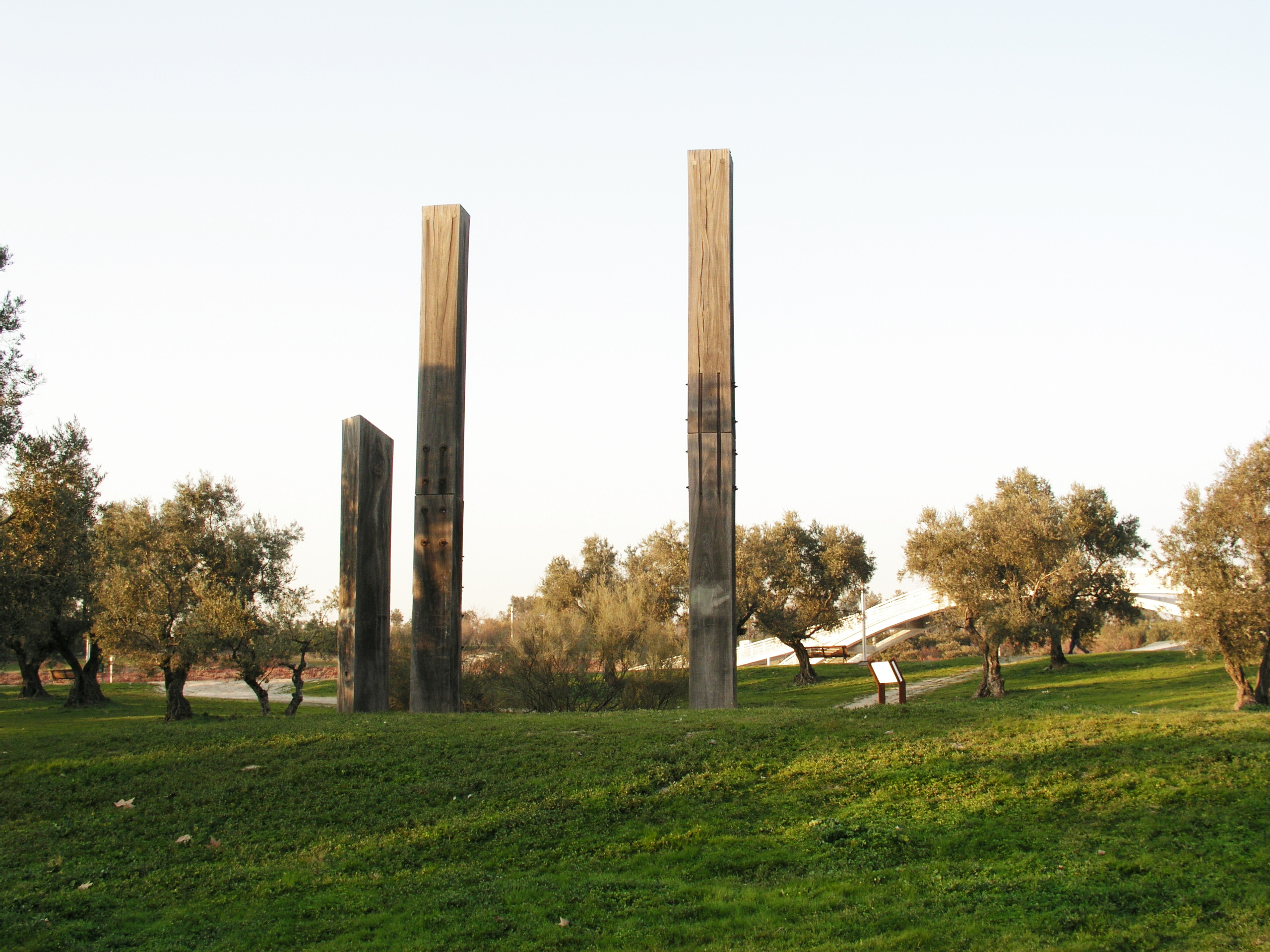
Viaje interior (Michael Warren, 1992)

## Accessos
- Línies d'autobusos: 101, 104, 112, 151, 827 i 828.
- Línia 8 del Metre de Madrid. (Estació de Feria de Madrid).